# Lista de monarcas espanhóis por longevidade
Esta é uma lista de monarcas espanhóis por longevidade, ordenada conforme a quantidade de anos que viveram ou ainda vivem. A lista compreende todos os soberanos desde a ascensão da Casa de Trastâmara com Joana de Castela em 1504. Os dias da lista são calculados a partir da diferença entre as datas de nascimento e falecimento.
João Carlos I, que abdicaria ao trono espanhol em 2013, (nascido a 5 de janeiro de 1938 e coroado em 22 de novembro de 1975), é o mais longevo monarca da história espanhola, com 87 anos e 68 dias. Em contrapartida, Luís I é o monarca de menor tempo de vida e reinado, tendo vivido apenas 17 anos e 6 dias e reinado de 14 de janeiro a 31 de agosto de 1724.

## Lista
Falecidos
     Vivos
| #  | Monarca                  | Data de nascimento      | Data de falecimento     | Longevidade        | Referências |
| -- | ------------------------ | ----------------------- | ----------------------- | ------------------ | ----------- |
| 1  | João Carlos I de Espanha | 5 de janeiro de 1938    | vivo                    | 87 anos e 68 dias  | [ 1 ] [ 4 ] |
| 2  | José Bonaparte           | 7 de janeiro de 1768    | 28 de julho de 1844     | 76 anos e 203 dias |             |
| 3  | Joana de Castela         | 6 de novembro de 1479   | 11 de abril de 1555     | 75 anos e 156 dias |             |
| 4  | Isabel II de Espanha     | 10 de dezembro de 1830  | 9 de abril de 1904      | 73 anos e 121 dias | [ 5 ]       |
| 5  | Carlos III de Espanha    | 20 de janeiro de 1716   | 14 de dezembro de 1788  | 72 anos e 329 dias |             |
| 6  | Filipe II de Espanha     | 21 de maio de 1527      | 13 de setembro de 1598  | 71 anos e 115 dias | [ 5 ]       |
| 7  | Carlos III de Espanha    | 11 de novembro de 1748  | 20 de janeiro de 1819   | 70 anos e 70 dias  |             |
| 8  | Filipe V de Espanha      | 19 de dezembro de 1683  | 17 de setembro de 1746  | 62 anos e 272 dias | [ 5 ]       |
| 9  | Filipe IV de Espanha     | 8 de abril de 1605      | 17 de setembro de 1665  | 60 anos e 162 dias | [ 5 ]       |
| 10 | Carlos I de Espanha      | 24 de fevereiro de 1500 | 21 de setembro de 1558  | 58 anos e 209 dias | [ 5 ]       |
| 11 | Afonso XIII de Espanha   | 17 de maio de 1886      | 28 de fevereiro de 1941 | 54 anos e 287 dias | [ 5 ]       |
| 12 | Filipe VI de Espanha     | 30 de janeiro de 1968   | vivo                    | 57 anos e 43 dias  | [ 6 ]       |
| 13 | Fernando VII de Espanha  | 14 de outubro de 1784   | 29 de setembro de 1833  | 48 anos e 350 dias |             |
| 14 | Fernando VI de Espanha   | 23 de setembro de 1713  | 10 de agosto de 1759    | 45 anos e 321 dias | [ 3 ]       |
| 15 | Amadeu I de Espanha      | 30 de maio de 1845      | 18 de janeiro de 1890   | 44 anos e 233 dias | [ 3 ]       |
| 16 | Filipe III de Espanha    | 14 de abril de 1578     | 31 de março de 1621     | 42 anos e 351 dias | [ 3 ]       |
| 17 | Carlos II de Espanha     | 6 de novembro de 1661   | 1 de novembro de 1700   | 38 anos e 360 dias | [ 3 ]       |
| 18 | Afonso XII de Espanha    | 28 de novembro de 1857  | 25 de novembro de 1885  | 27 anos e 362 dias | [ 3 ]       |
| 19 | Luís I de Espanha        | 25 de agosto de 1707    | 31 de agosto de 1724    | 17 anos e 6 dias   | [ 3 ]       |